# Knopin
Knopin (deutsch Knopen) ist ein Ort in der polnischen Woiwodschaft Ermland-Masuren. Er gehört zur Stadt-und-Land-Gemeinde Dobre Miasto (Guttstadt) im Powiat Olsztyński (Kreis Allenstein).

## Geographische Lage
Knopin liegt im nördlichen Westen der Woiwodschaft Ermland-Masuren, 22 Kilometer südwest.lich der früheren Kreisstadt Heilsberg (polnisch Lidzbark Warmiński) bzw. 19 Kilometer nördlich der heutigen Kreismetropole Olsztyn (deutsch Allenstein).

## Geschichte
Das Dorf Knopen wurde 1874 als eine Landgemeinde in den neu errichteten Amtsbezirk Guttstadt (polnisch Dobre Miasto) im ostpreußischen Kreis Heilsberg, Regierungsbezirk Königsberg, eingegliedert.
Im Jahre 1910 zählte Knopen mit Waldhaus Knopsbruch 243 Einwohner. 231 Einwohner waren es im Jahre 1933 und 222 Einwohner im Jahre 1939.
Als 1945 in Kriegsfolge das gesamte südliche Ostpreußen an Polen fiel, erhielt Knopen die polnische Namensform „Knopin“. Heute ist das Dorf eine Ortschaft im Verbund der Gmina Dobre Miasto (Stadt-und-Land-Gemeinde Guttstadt) im Powiat Olsztyński (Kreis Allenstein), von 1975 bis 1998 der Woiwodschaft Olsztyn, seither der Woiwodschaft Ermland-Masuren zugehörig.

## Religion
Knopin gehört heute wie bereits Knopen bis 1945 zur römisch-katholischen Pfarrei Dobre Miasto (Guttstadt), jetzt im Erzbistum Ermland gelegen.
Bis 1945 war Knopen außerdem in die damalige evangelische Kirche Guttstadt eingepfarrt, die zur Kirchenprovinz Ostpreußen der Kirche der Altpreußischen Union gehörte. Heute ist Knopin der Diözese Masuren der Evangelisch-Augsburgischen Kirche in Polen zugeordnet.

## Verkehr
Knopin liegt an einer Nebenstraße, die in der Stadt Dobre Miasto von der Woiwodschaftsstraße 530 abzweigt und über Swobodna (Schwuben) nach Cerkiewnik (Münsterberg) führt.
Die nächste Bahnstation ist der Bahnhof in Dobre Miasto. Er liegt an der PKP-Bahnlinie 221: Olsztyn Gutkowo–Braniewo.

## Persönlichkeit
- Bernhard Buchholz (* 19. August 1870 in Knopen), deutscher Politiker (Zentrum) († 1954)